# Igualeja
Igualeja is een gemeente in de Spaanse provincie Málaga in de regio Andalusië met een oppervlakte van 44,00 km². Igualeja telt 793 inwoners (1 januari 2016).

## Demografische ontwikkeling
Bron: INE, 1857-2011: volkstellingen